# Steven Kanumba
Steven Charles Kanumba (8 de enero de 1984 - 7 de abril de 2012) fue un actor y director tanzano. Falleció en 2012 a la edad de 28 años, por lo que la actriz Elizabeth Michael fue declarada culpable de homicidio involuntario y sentenciada a dos años de prisión en noviembre de 2017. Se calcula que más de 30.000 personas asistieron a su funeral. Se le describió como "la estrella de cine más popular de Tanzania" y apareció en películas de Nollywood.

## Carrera
Kanumba comenzó a actuar en la década de 1990. En 2002 se unió al grupo de teatro Kaole Arts Group. Apareció en las telenovelas Jahazi y Dira e hizo su debut cinematográfico en Haviliki. Más tarde apareció en Dar 2 Lagos, una película en las que participaron actores tanzanos y nigerianos. También apareció en las películas She is My Sister, This Is It y Love Gamble. En 2009 fue un invitado especial en Big Brother Africa 4.
Poco antes de su muerte había estado preparando su primer papel en una película de Hollywood, aunque ya era "la estrella de cine más popular de Tanzania" y había participado en películas de Nollywood.

## Fallecimiento
Kanumba murió después de caer en su habitación el 7 de abril de 2012, aparentemente por un golpe en la cabeza. Su novia de 17 años en ese momento, la actriz Elizabeth Michael, negó haber causado su muerte. En 2017, la actriz fue condenada por homicidio involuntario y sentenciada a dos años de prisión. Finalmente fue liberada el 12 de mayo de 2018.
A su funeral asistieron unas 30.000 personas, entre ellas la primera dama de Tanzania, Salma Kikwete, el vicepresidente Mohamed Gharib Bilal y el ministro de Cultura y Deportes, Emmanuel Nchimbi.

## Filmografía

### Televisión
- Jahazi
- Dira
- Zizimo
- Tufani
- Sayari
- Taswira
- Gharika
- Baragumu

### Cine
| Año  | Título               | Notas                                                                  |
| ---- | -------------------- | ---------------------------------------------------------------------- |
|      | Haviliki             |                                                                        |
|      | Neno                 |                                                                        |
|      | Ulingo               |                                                                        |
|      | Riziki               | con Blandina Chagula                                                   |
|      | Sikitiko Langu       | con Nuru Nassoro, Vincent Kigosi, Mahsein Awadh                        |
|      | Dangerous Desire     | con Vincent Kigosi,Nuru Nasoro, Blandina Chagula                       |
|      | She is My Sister     | con Mercy Johnson, Nkiru Sylvanus, Yvonne Cherrie                      |
|      | Penina               | con Mahsein Awadh, Emmanuel Myamba                                     |
|      | Cross My Sin         | con Mercy Johnson, Suzan Lewis                                         |
| 2007 | A Point Of No Return | con Wema Sepetu, Mahsein Awadh                                         |
| 2008 | The Lost Twins       | con Lucky Peter, Elizabeth Michael, Suzan Lewis                        |
|      | The Stolen Will      | con Eizabeth Chijumba, Immaculate Aloyce                               |
|      | Village Pastor       | con Aunt Ezekiel                                                       |
|      | Magic House          | con Nargis Mohamed, Issa Mussa                                         |
|      | Oprah                | con Irene Uwoya, Vincent Kigosi                                        |
|      | Red Valentine        | con Wema Sepetu, Jacquline Wolper                                      |
|      | *Family Tears        | con Elizabeth Michael, Wema Sepetu, Richard Bezednhout                 |
|      | The Movie's Director | con Mercy Johnson, Nkiru Sylvanus, Elizabeth Chijumba, Olufemi Ogdegbe |
|      | Fake Smile           | con Aunt Ezekiel, Yobnesh Yusuph                                       |
|      | Unfortunate Love     | con Lisa Jensen, Aunt Ezekiel, Elizabeth Michael                       |
|      | Hero Of The Church   | con Princess Sheila, Issa Musa, Juma Kilowoko                          |
|      | Saturday Morning     | con Shamsa Ford, Hemed Suleiman, Issa Musa                             |
|      | Shauku               |                                                                        |
|      | Crazy Love           | con Shamsa Ford, Hemed Suleiman, Issa Musa, Elizabeth Michael          |
| 2006 | Johari               | con Blandina Chagula, Vincent Kigosi                                   |
| 2006 | Dar 2 Lagos          | con Mercy Johnson, Nancy Okeke, Bimbo Akintola                         |
| 2010 | More Than Pain       | con Lisa Jensen, Rose Ndauka                                           |
| 2010 | Young Billionare     | con Aunty Ezekiel, Patcho Mwamba                                       |
| 2010 | "Ripple of tears"    | con Elizabeth Michael                                                  |
| 2010 | Uncle JJ             | con Khanifa Daudi, Patrick, Mayasa Mrisho, Patcho Mwamba               |
| 2010 | This Is It           | con Khanifa Daudi, Patrick, Mayasa Mrisho, Patcho Mwamba               |
| 2010 | Off Side             | con Irene Uwoya, Vincent Kigosi, Jacob Steven                          |
| 2010 | Payback              | con Yvonne Cherryl, Yusuph Mlela                                       |
| 2010 | Black Sunday         | con Yvonne Cherryl, Yusuph Mlela, Hemed Suleiman                       |
| 2010 | Young Billionare     | con Aunty Ezekiel and Patcho Mwamba                                    |
| 2011 | Saturday Morning     | con Irene Paul and Ben Franko                                          |
| 2011 | Deception            | con Rose Ndauka, Patcho Mwamba, Bakari Makuka                          |
| 2011 | Devil Kingdom        | con Ramsey Noah, Kajala Masanja                                        |
| 2011 | The Shock            | con Shazy Sadry                                                        |
| 2011 | Moses                | con Suzan Lewis, Shazy Sadri, Ndumbangwe Misayo                        |
| 2012 | Big Daddy            |                                                                        |
| 2012 | Because of You       | con Rose Ndauka, Grace Mapunda                                         |
| 2012 | Ndoa Yangu           | con Jacquline Wolper, Patcho Mwamba                                    |
| 2013 | Love & Power         | con Irene Paul, Patcho Mwamba                                          |